# Sixt-Fer-à-Cheval
Sixt-Fer-à-Cheval è un comune francese di 801 abitanti situato nel dipartimento dell'Alta Savoia della regione del Alvernia-Rodano-Alpi.

## Società

### Evoluzione demografica
Abitanti censiti